# Primera B 1958
Het seizoen 1958 van de Primera B was het zeventiende seizoen van deze Uruguayaanse voetbalcompetitie op het tweede niveau.

## Teams
Er namen acht ploegen deel aan de Primera B in dit seizoen. Racing Club de Montevideo was vorig seizoen vanuit de Primera División gedegradeerd, zes ploegen handhaafden zich op dit niveau en Uruguay Montevideo FC promoveerde vanuit de Divisional Intermedia.
Zij kwamen in plaats van het gepromoveerde IA Sud América en het gedegradeerde CA Bella Vista.
| Club                        | Stad       | Stadion                              | Vorig seizoen |
| --------------------------- | ---------- | ------------------------------------ | ------------- |
| Club Canillitas del Uruguay | Montevideo | Onbekend                             | 3e            |
| Central FC                  | Montevideo | Estadio Parque Palermo               | 2e            |
| Colón FC                    | Montevideo | Estadio Parque Dr. Carlos Suero      | 4e            |
| CS Miramar                  | Montevideo | Blengio Salvio                       | 6e            |
| CA Progreso                 | Montevideo | Parque Miguel Campomar               | 7e            |
| Racing Club de Montevideo   | Montevideo | Estadio Parque Osvaldo Roberto       | 10e (1ª)      |
| CA River Plate              | Montevideo | Estadio Parque Federico Omar Saroldi | 5e            |
| Uruguay Montevideo FC       | Montevideo | Parque Troppiano                     | 1e (Int.)     |

## Competitie-opzet
Alle ploegen speelden driemaal tegen elkaar. De kampioen promoveerde naar de Primera División. De ploeg die over de laatste twee seizoenen de slechtste resultaten had behaald degradeerde naar de Divisional Intermedia.
CS Miramar en degradant Racing Club de Montevideo wonnen allebei in de eerste twee speelrondes. In de derde speelronde troffen ze elkaar, een wedstrijd die met 2–0 werd gewonnen door Racing. In het vervolg van de eerste omgang bleef Racing aan de leiding. Tijdens de zevende speelronde leden ze hun eerste nederlaag: promovendus Uruguay Montevideo FC was met 2–1 te sterk. Desondanks was Racing de beste ploeg in dit eerste deel van de competitie met een voorsprong van twee punten op CA Progreso. De hekkensluiters waren Club Canillitas del Uruguay, Central FC en CA River Plate met vijf punten elk.
In het middelste deel van de competitie breidde Racing hun voorsprong uit: ze wonnen nog vijf keer en hun voorsprong op Progreso was gegroeid tot zes punten. In de dertiende speelronde speelden ze tegen elkaar. Progreso verkleinde hun achterstand in de competitie door met 2–1 te winnen en een einde te maken aan Racings zegereeks. De daaropvolgende speelronde deelde Progreso echter de punten met Canillitas, waardoor Racing op twee derde van de competitie een marge had van vijf punten. Racing had in dit deel van de competitie het meeste punten gehaald, maar daarachter waren Progreso en Central het beste. Hierdoor was Central gestegen naar de derde plaats. De rode lantaarn was nu in handen van CS Miramar, dat geen enkele wedstrijd had gewonnen in dit competitiedeel.
Racing vergrootte hun voorsprong nog iets tijdens het slot van de competitie. Met nog drie duels te spelen hadden ze zes punten marge, waardoor ze de titel konden behalen in de negentiende speelronde. De tegenstander daarin was River Plate. De vorige twee duels met River Plate had Racing gewonnen, ditmaal bleven ze steken op een gelijkspel. Maar dit was wel genoeg voor de Cerveceros om binnen één jaar weer terug te keren naar het hoogste niveau. Uiteindelijk bleven ze de gehele slotronde ongeslagen en eindigden ze uiteindelijk met een voorsprong van elf punten op vicekampioen Progreso. Onderaan het klassement was het doek gevallen voor Miramar: de Cebras hadden wel nog drie overwinningen weten te behalen in het laatste deel van de competitie, maar dat was onvoldoende om degradatie te ontlopen. Hierdoor zakte Miramar voor het eerst sinds 1941 naar de amateurdivisies.

### Eindstand
|    | Club                        | Sp. | W  | G | V  | Pnt. | DV | DT | DS  |
| -- | --------------------------- | --- | -- | - | -- | ---- | -- | -- | --- |
| 1. | Racing Club de Montevideo   | 21  | 16 | 3 | 2  | 35   | 65 | 22 | +43 |
| 2. | CA Progreso                 | 21  | 10 | 4 | 7  | 24   | 45 | 41 | +4  |
| 3. | Central FC                  | 21  | 8  | 4 | 9  | 20   | 43 | 41 | +2  |
| 4. | CA River Plate              | 21  | 8  | 3 | 10 | 19   | 36 | 41 | –5  |
| 5. | Club Canillitas del Uruguay | 20  | 6  | 7 | 8  | 19   | 27 | 34 | –7  |
| 6. | Colón FC                    | 21  | 5  | 8 | 8  | 18   | 30 | 38 | –8  |
| 7. | Uruguay Montevideo FC       | 21  | 7  | 4 | 10 | 18   | 36 | 45 | –9  |
| 8. | CS Miramar                  | 21  | 6  | 3 | 12 | 15   | 28 | 48 | –20 |

### Legenda
| Kleur | Kwalificatie voor                   |
| ----- | ----------------------------------- |
|       | Promotie naar Primera División 1959 |

| Winnaar Primera B 1958             |
| ---------------------------------- |
| Racing Club de Montevideo 2e titel |

### Degradatie
Een ploeg degradeerde naar de Divisional Intermedia; dit was de ploeg die over de laatste twee jaar het minste punten had verzameld in de competitie. Aangezien Racing Club de Montevideo (gedegradeerd uit het hoogste niveau) en Uruguay Montevideo FC (gepromoveerd vanuit het derde niveau) vorig seizoen nog niet in de Primera B speelden, telden hun behaalde punten in dit seizoen dubbel.
|    | Club                        | Sp. | 1957 | 1958 | Tot. |
| -- | --------------------------- | --- | ---- | ---- | ---- |
| 1. | Racing Club de Montevideo   | 21  | –    | 35   | 70   |
| 2. | Central FC                  | 41  | 27   | 20   | 47   |
| 3. | Club Canillitas del Uruguay | 41  | 23   | 19   | 42   |
| 4. | CA Progreso                 | 35  | 16   | 24   | 40   |
| 5. | CA River Plate              | 41  | 21   | 19   | 40   |
| 6. | Colón FC                    | 41  | 21   | 18   | 39   |
| 7. | Uruguay Montevideo FC       | 21  | –    | 18   | 36   |
| 8. | CS Miramar                  | 41  | 17   | 15   | 32   |

### Legenda
| Kleur | Degradatie naar            |
| ----- | -------------------------- |
|       | Divisional Intermedia 1959 |

## Topscorers
Eladio Benítez van kampioen Racing Club de Montevideo werd topscorer met zestien doelpunten. Volgens sommige bronnen moest hij deze titel delen met zijn ploeggenoot Luis Pírez.
| №  | Speler         | Club(s)                   | Goals |
| -- | -------------- | ------------------------- | ----- |
| 1. | Eladio Benítez | Racing Club de Montevideo | 16    |
| 1. | Luis Pírez     | Racing Club de Montevideo | 16    |